# Barrage d'Okutadami
Le barrage d'Okutadami est un barrage sur le Tadami au Japon. La construction du barrage commença en 1953 et se termina en 1961. Long de 475 m et haut de 157 m, il est associé à une centrale hydroélectrique d'une capacité de 560 MW. Il est géré par l'entreprise J-Power.